# Hit-Monkey
Hit-Monkey è un personaggio dei fumetti pubblicati dalla Marvel Comics.

## Biografia del personaggio
Hit-Monkey è un macaco giapponese, proporzionalmente più forte e più veloce di un essere umano. È il più intelligente tra gli individui della propria specie in quanto comprende i concetti di omicidio e vendetta; è in grado di emulare gli stili di combattimento e l'uso delle armi da fuoco dopo averli osservati. Combina arti marziali orientali e l'agilità propria della scimmia.
Un clan di macachi viveva pacificamente vicino a sorgenti termali vulcaniche nelle montagne del nord del Giappone fino al giorno in cui accolsero un assassino che stava fuggendo, curandolo. Da quel momento Hit-Monkey iniziò a comprendere la natura umana. Due giorni dopo l'assassino viene ucciso a colpi di arma da fuoco, così come il resto del clan dei macachi, e allora Hit-Monkey prende una pistola e risponde al fuoco, vendicandosi. Da quel momento la sua reputazione cresce e diviene conosciuto come l'"assassino degli assassini".
Hit-Monkey ha quindi attirato l'attenzione di Spider-Man (Peter Parker) dopo aver agito presso un giro di gioco d'azzardo illegale e aver ucciso il signor Cheng. Spider-Man, insieme a Deadpool (Wade Wilson), indagando sulla scena del delitto deducono che Deadpool stesso sarebbe presto stato nella lista dei bersagli di Hit-Monkey. Di lì a pochi giorni lo scontro effettivamente arriva, pertanto Spider-Man e Deadpool inizialmente sfuggono, ma vengono nuovamente trovati da Hit-Monkey che vede in Spider-Man il potenziale per fare del bene; la stessa cosa non si può dire di Deadpool che, determinato a uccidere il macaco, lo attacca; Hit-Monkey invece spara a Deadpool brandendo l'arma da fuoco con i piedi, apparentemente uccidendolo. Dopo la guarigione, Deadpool simula la morte di Spider-Man per attirare Hit-Monkey, affrontandolo in una nuova battaglia dalla quale Hit-Monkey ne esce apparentemente ucciso, pur senza trovare il suo corpo.

## Altri media

### Televisione
Hit-Monkey appare come protagonista della serie animata Hit-Monkey.

### Videogiochi
Hit-Monkey appare in:
- Marvel Puzzle Quest
- Marvel: Sfida dei Campioni
- Marvel Avengers Academy
- LEGO Marvel Super Heroes 2